# Batman i Robin
Batman i Robin (tytuł oryg. Batman & Robin) – amerykańsko-brytyjski fantastyczno-sensacyjny film akcji z 1997 roku na podstawie serii komiksów o superbohaterze o tym samym pseudonimie wydawnictwa DC Comics. Za reżyserię odpowiadał Joel Schumacher, a za scenariusz Akiva Goldsman. Tytułową rolę zagrał George Clooney, a oprócz niego w głównych rolach wystąpili: Chris O’Donnell, Arnold Schwarzenegger, Uma Thurman i Alicia Silverstone.
Jest to czwarta i ostatnia część serii filmowej Tima Burtona i Joela Schumachera, oraz kontynuacja filmu Batman Forever (1995).

## Fabuła
Superbohaterowie z Gotham City – Batman i jego młody pomocnik Robin zostają wezwani, by powstrzymać superzłoczyńcę Mr. Freeze’a przed kradzieżą diamentów w muzeum historii naturalnej. Podczas konfrontacji Mr. Freeze ucieka, zamrażając uprzednio Robina. Później Batman i Robin już w swoich prawdziwych alter ego – miliarder Bruce Wayne i jego podopieczny Dick Grayson dowiadują się, że Mr. Freeze to dr Victor Fries, laureat Nagrody Nobla w biologii molekularnej, który zamroził kriogenicznie swą żonę Norę po tym, jak zachorowała na rzadką chorobę – syndrom MacGregora, i chce ją zbudzić do wynalezienia odpowiedniego leku. Podczas wypadku w pracy wpadł do kadzi z roztworem o temperaturze -50 °F, który zmutował jego ciało, zmuszając go do życia poniżej temperatury 0 °F i tym samym noszenia specjalnego kombinezonu zasilanego diamentowymi kriolaserami.
W Brazylii w laboratorium Wayne Enterprises botanistka Pamela Isley pracuje pod kierownictwem obłąkanego doktora Jasona Woodrue’a, który wykorzystał jej badania nad krzyżówkami roślin i zwierząt do mieszanki toksyn i sterydów zwanej „Jadem”. Chce on nielegalne stworzyć serum dla superżołnierzy i królikiem doświadczalnym zostaje Antonio Diego, seryjny morderca z Ameryki Łacińskiej, który po kablowym podłączeniu Jadu do jego mózgu zmienia się w potężnego potwora zwanego Zgubą. Woodrue  podejmuje próbę morderstwa na Pameli, która w zetknięciu z chemikaliami ulega mutacji, stając się Trującym Bluszczem – hybrydą człowieka i rośliny. Zabija Woodrue’a, a Zgubę czyni swoim ochroniarzem, po czym razem udają się do Gotham.
Do lokaja Alfreda w odwiedziny przyjeżdża z Anglii jego siostrzenica – studentka informatyki Barbara, którą po śmierci jej rodziców utrzymuje finansowo. Tymczasem Bruce ofiarowuje obserwatorium Gotham najnowocześniejszy teleskop. Konferencję przerywa dr Isley proponująca projekt ukrócenia zatrucia środowiska. Bruce odmawia uważając, że odbędzie się to kosztem życia ludzi. Zaprasza ją na imprezę charytatywną, na której licytowane będą cenne diamenty, a dochód przekazany będzie na Ogrody Botaniczne. Diamenty to przynęta dla Freeze’a, który potrzebuje go do swych urządzeń mrożących. Żąda od miasta okupu na jego badania nad lekiem dla Nory pod groźbą zamrożenia. Na imprezie jest i Trujący Bluszcz, która feromonami odurza Batmana i Robina. Freeze zostaje w końcu złapany.
Trujący Bluszcz i Zguba pomagają Freeze’owi w ucieczce z przytułku Arkham i odzyskaniu jego kombinezonu. Tymczasem Dick odkrywa, że Barbara w rzeczywistości uczestniczy w wyścigach motocyklowych, by zbierać pieniądze dla Alfreda. Okazuje się, że Alfred umiera na syndrom MacGregora. W kryjówce Freeze’a Robin nadal jest pod wpływem feromonów i zaczyna widzieć w Batmanie konkurenta do Trującego Bluszczu, przez co złoczyńcy nie zostają złapani. Trujący Bluszcz z zazdrości, że Freeze jest żonaty i nie może go uwieść, odłącza aparaturę podtrzymującą Norę i mówi jej mężowi, że Batman ją zabił. Kierowany żalem Freeze chce zamrozić Gotham City, a następnie cały świat. Trujący Bluszcz po zagładzie ludzkości zamierza rozprzestrzenić zmutowane rośliny jako nowy gatunek dominujący.
Freeze zdobywa teleskop i robi z niego działo zamrażające. Barbara po włamaniu się do komputera Alfreda, dowiaduje się o batjaskini, w której Alfred ujawnia, że stworzył dla Barbary jej własny kostium Batmana. W siedzibie Trujący Bluszcz wzywa przerobionym batsygnałem Robina, jednak pogodzony i współpracujący z Batmanem nie daje się nabrać na jej fortele. Obaj zostają uwięzieni przez rośliny, lecz na czas pomaga im Barbara jako Batdziewczyna, która rozprawia się z Trującym Bluszczem. Cała trójka w specjalnych strojach docierają do obserwatorium, by rozmrozić w porę Gotham City. Batman walczy z Freeze’em, a Robin i Batdziewczyna pokonują Zgubę przez przerwanie dopływu Jadu do jego mózgu.
Gotham City zostaje uratowane, gdy Batman i Batdziewczyna programują zmianę położenia satelitów, tak aby rozmroziły wszystko skupionym światłem słonecznym. Batman wyjaśnia osłabionemu Freeze’owi, że to Trujący Bluszcz zaatakowała Norę, która wciąż żyje. Apeluje do niego o ofiarowanie wynalezionego przez niego leku na wczesne stadium syndromu MacGregora. Freeze daje specyfik po obietnicy, że w przytułku Arkham będzie mógł prowadzić badania nad leczeniem żony. Alfred po otrzymaniu lekarstwa wraca do zdrowia. W Arkham do celi oszalałej Trującego Bluszczu przybywa mściwy Mr. Freeze, który obiecuje jej cierpienia za to co zrobiła Norze. Świętując wygraną Bruce, Dick i Barbara oficjalnie rozpoczynają partnerstwo, by kontynuować superbohaterską walkę z przestępczością.

## Obsada
- George Clooney – Batman / Bruce Wayne
  - Eric Lloyd – mały Bruce Wayne
- Chris O’Donnell – Robin / Dick Grayson
- Arnold Schwarzenegger – Mr. Freeze / dr Victor Fries
- Uma Thurman – Trujący Bluszcz / dr Pamela Isley
- Alicia Silverstone – Batdziewczyna / Barbara Wilson
- Michael Gough – Alfred Pennyworth
  - Jon Simmons – młody Alfred Pennyworth
- Robert Swenson – Zguba / Antonio Diego
  - Michael Reid MacKay – Zguba przed przemianą
- Pat Hingle – komisarz Gordon
- Elle Macpherson – Julie Madison
- Elizabeth Sanders – Gerta Bajdarka
- John Glover – dr Jason Woodrue
- Kimberly Scott – pracowniczka obserwatorium
- Michael Paul Chan – pracownik obserwatorium
- Vivica A. Fox – B. Haven
- Vendela Kirsebom – Nora Fries
- Jesse Ventura – strażnik Arkham #1
- Ralf Möller – strażnik Arkham #2
- Doug Hutchison – członek gangu
- Coolio – Bankier
- Patrick Leahy – on sam

## Wersja polska
Opracowanie: Master Film

Reżyseria: Elżbieta Jeżewska

Scenariusz: Elżbieta Kowalska

Wystąpili:
- Andrzej Ferenc – Batman / Bruce Wayne
- Bartosz Opania – Robin / Dick Grayson
- Marcin Troński – Mr. Freeze / dr Victor Fries
- Elżbieta Jędrzejewska – Trujący Bluszcz / dr Pamela Isley
- Izabella Bukowska – Batdziewczyna / Barbara Wilson
- Jerzy Kamas – Alfred Pennyworth
- Jacek Kałucki – Zguba / Antonio Diego
- Janusz Bukowski – komisarz Gordon
- Teresa Marczewska – Julie Madison
- Antonina Girycz – Gerta Bajdarka
- Grzegorz Wons – dr Jason Woodrue
- Miriam Aleksandrowicz – pracowniczka obserwatorium
- Ryszard Nawrocki – pracownik obserwatorium
- Agata Gawrońska – B. Haven
- Jan Kulczycki – strażnik Arkham #1
- Paweł Szczesny –
  - strażnik Arkham #2,
  - ochroniarz,
  - gość przyjęcia
- Robert Tondera – członek gangu
- Janusz Wituch – Bankier
- Wojciech Paszkowski – konferansjer
- Tomasz Gęsikowski –
  - ochroniarz,
  - gość przyjęcia
- Brygida Turowska
- Krzysztof Zakrzewski

Źródło:

## Produkcja

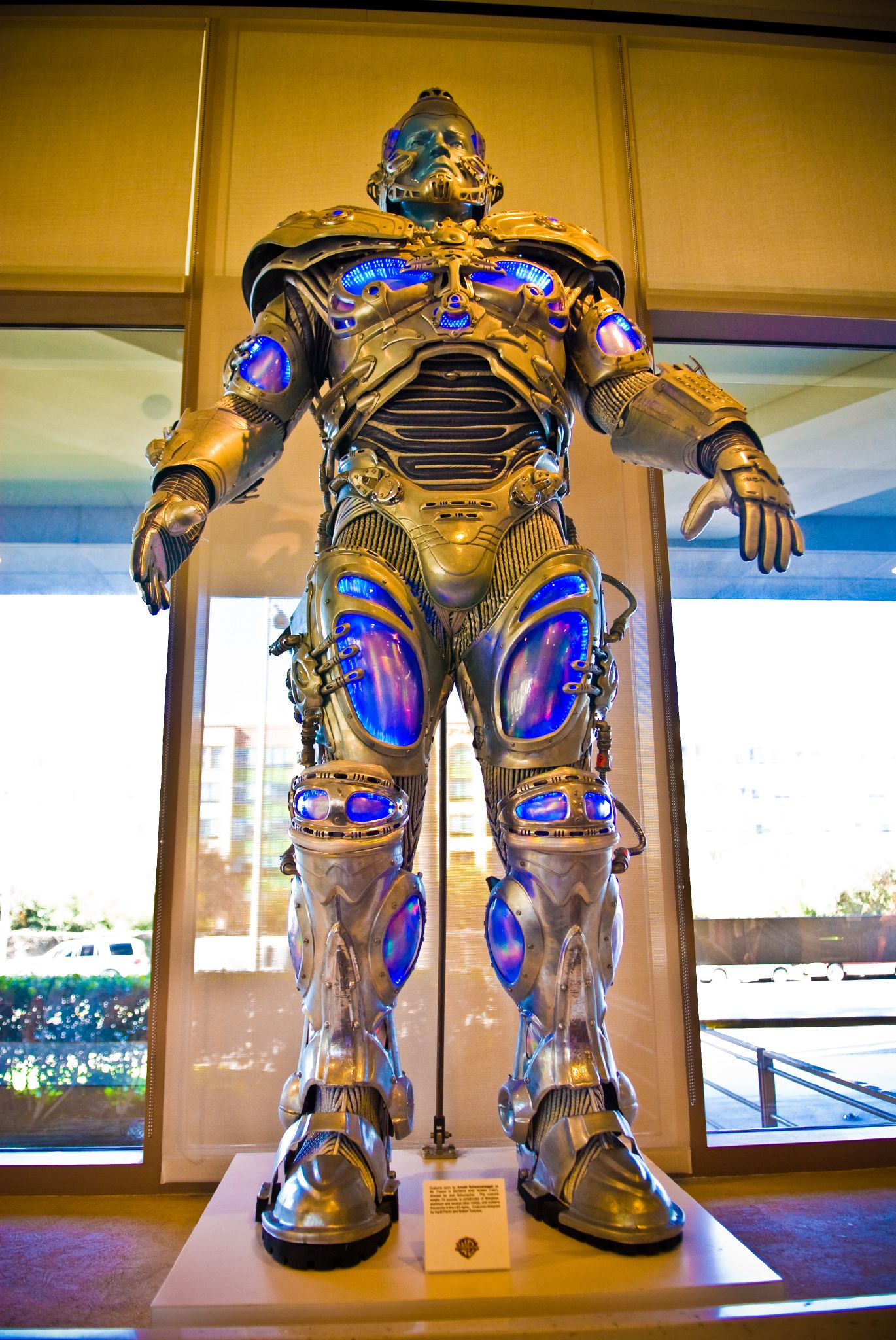
Kostium Mr. Freeze’a wykorzystany w filmie.

Produkcja nad filmem rozpoczęła się głównie za sprawą finansowego sukcesu poprzedniej części – Batman Forever (1995). Scenariusz do kontynuacji powstał w trakcie zdjęć do filmu Czas zabijania, którego produkcją zajmowali się Joel Schumacher i Akiva Goldsman. Za główną inspirację przy tworzeniu filmu, Schumacher ponownie wziął komiksy o Batmanie czytane w dzieciństwie. Goldsman wyrażał obawy dotyczące scenariusza podczas rozmów przedprodukcyjnych z Schumacherem. Szczególnie, gdy wytwórnia Warner Bros. nakazała Schumacherowi, aby film był jeszcze bardziej „zabawkowy” niż Batman Forever.
O ile Chris O’Donnell ponownie wcielił się w rolę Robina, Val Kilmer zdecydował się nie powracać do roli Batmana. Schumacher przyznał, że miał trudności we współpracy z Kilmerem przy Batman Forever: „On tak jakby odszedł, a my go tak jakby zwolniliśmy.” – powiedział Schumacher. Bob Daly, przewodniczący zarządu i współdyrektor generalny Warner Bros. i Warner Music Group, zasugerował by rolę po Kilmerze objął aktor telewizyjny George Clooney, popularny dzięki roli doktora Douga Rossa w serialu medycznym Ostry dyżur (1994–2009). Schumacher początkowo planował obsadzić Williama Baldwina do roli Batmana, jednak zdecydował się na Clooneya po obejrzeniu jego występu w filmie Od zmierzchu do świtu (1996). Schumacher uważał, że Clooney „wniósł do filmu prawdziwe człowieczeństwo i humor, pewną przystępność, której – moim zdaniem – nikt inny nie był w stanie zaoferować”, a także że bardzo przypominał postać z komiksów. 
Alicia Silverstone i Arnold Schwarzenegger z kolei byli jedynymi kandydatami do ról kolejno Batdziewczyny i Mr. Freeze’a. Media donosiły, że Patrick Stewart był brany pod uwagę do roli Mr. Freeze’a, jednak Schumacher zaprzeczał, jakoby Stewart kiedykolwiek był rozważany: „To wspaniały pomysł. Ale nikt nigdy go nie zasugerował. Spotkałem się z Arnoldem kilka razy, ponieważ zawsze był zainteresowany współpracą”. Do roli Trującego Bluszczu brano pod uwagę także Demi Moore i Sharon Stone. Plotki również sugerowały Julię Roberts jako starającej się o tę rolę, lecz Schumacher zaprzeczył, twierdząc że Roberts jako jego przyjaciółka sama do niego by zadzwoniła. Schumacher zdecydował się obsadzić Umę Thurman jako Trujący Bluszcz po tym, jak zobaczył jej sesję zdjęciową w Vanity Fair autorstwa Annie Leibovitz, lecąc z powrotem z Mississippi po zdjęciach do Czasu zabijania. Raper Coolio zgodził się zagrać w filmie wyłącznie przez obietnicę że jego postać będzie miała większą rolę: „Jedyny powód dla którego wykonałem rolę, było to, że obiecano mi rolę złoczyńcy w kolejnym Batmanie, którego nie zrobili z powodu Joela Schumachera – zwolnili go. Ja i on i tak niezbyt dobrze się dogadywaliśmy. (…) W kolejnym Batmanie złoczyńcą miał być Strach na Wróble” – mówił po latach raper.  
Większość scen nakręcono w Warner Bros. Studio, które mieści się w Burbank. Elliot Goldenthal powrócił do komponowania muzyki do filmu Batman i Robin po współpracy z Schumacherem przy filmie Batman Forever.  

## Promocja
Zwiastun kinowy Batman i Robin zadebiutował 19 lutego 1997 roku w telewizyjnym magazynie informacyjnym Entertainment Tonight. Warner Bros. wydało 125 milionów dolarów na marketing i promocję filmu, oprócz budżetu produkcyjnego wynoszącego 160 milionów dolarów. Sieć restauracji Taco Bell uruchomiła kampanię promocyjną wartą 20 milionów dolarów, sprzedając kubki, zabawki kolekcjonerskie i figurki z motywem z Batmanem. W 1997 roku została otwarta w Six Flags Over Georgia kolejna wersja odwróconej kolejki górskiej Batman: The Ride, aby zbiegła się to z premierą Batmana i Robina. Sprzedawano także tematyczne karty kolekcjonerskie wyprodukowane przez  firmy Fleer i SkyBox International, niektóre z podpisami Clooneya, Schwarzeneggera, Thurman, Silverstone, O’Donnella i Schumachera.  
W powiązaniu z Batmanem i Robinem, Warner Bros. Television Animation stworzyło będący kontynuacją serialu animowanego Batman (1992), wchodzącego w skład DC Animated Universe, film animowany Batman i Mr. Freeze: Subzero, w którym również występował Mr. Freeze jako główny złoczyńca, a Batdziewczyna była jedną z bohaterek. Premiera była zaplanowana na rok 1997 bezpośrednio na wideokasety.  

## Wydanie
Premiera Batmana i Robina odbyła się 12 czerwca 1997 roku w Westwood w Los Angeles. Premiera filmu była wówczas „największą i najdroższą” premierą kinową w Wielkiej Brytanii. Wydarzenie odbyło się w Battersea Power Station w Londynie, a budynek udekorowano tak, aby przypominał Gotham City i rezydencję Wayne’ów.  

## Odbiór

### Box office
Budżet filmu jest szacowany na 125 milionów dolarów. W Stanach Zjednoczonych i w Kanadzie film zarobił 107,3 mln dolarów. W innych krajach przychody wyniosły 130,9 mln, a łączny przychód 238,2 mln dolarów.

### Krytyka w mediach
Film spotkał się z negatywną reakcją krytyków. W serwisie Rotten Tomatoes 11% ze 89 recenzji jest pozytywne, a średnia ocen wyniosła 3,7/10. Na portalu Metacritic średnia ocen z 21 recenzji wyniosła 28 punktów na 100. Porażka filmu sprawiła, że premierę Batmana i Mr. Freeze’a: Subzero przesunięto na marzec 1998 roku.

## Inne utwory

### Kontynuacje i spin-offy
Podczas kręcenia filmu Batman i Robin wytwórnia Warner Bros. była pod wrażeniem sprawczości wykonawczej Schumachera, co skłoniło ją do natychmiastowego zatrudnienia go do wyreżyserowania trzeciego filmu. Goldsman odrzucił jednak propozycję napisania kolejnego scenariusza. Pod koniec 1996 roku Warner Bros. i Schumacher zatrudnili Marka Protosevicha do napisania scenariusza do piątego filmu o Batmanie. Jako antagonistów typowano Eggheada i King Tuta z serialu telewizyjnego Batman (1996–1968), Szalonego Kapelusznika i Stracha na Wróble z komiksów. Ogłoszono planowaną datę premiery na lato 1999 roku. 
Film nosił tytuł roboczy Batman Unchained i Schumacher planował mroczniejszy ton, bliższy dwóm pierwszym filmom, skupiając się na psychologii Batmana, co chciał zrealizować w następnym filmie po Batmanie Forever, zanim spotkał się z oporem ze strony wytwórni i ostatecznie nakręcił Batmana i Robina według jej wymagań. W scenariuszu Protosevicha głównym złoczyńcami mieli być Strach na Wróble i Harley Quinn, która dowiaduje się, że była córką Jokera. Strach na Wróble, mający osobisty zatarg z Waynem, i Harley Quinn, chcąc pomścić śmierć Jokera, mieli łączyć siły, by doprowadzić Batmana do szaleństwa i umieszczenia go w przytułku Arkham. Po ich pokonaniu film miał kończyć się sceną, w której Bruce udaje się na Bali i wchodzi do jaskini, gdzie pozwala się otoczyć przez nietoperze – symboliczne przezwyciężając swój strach. 
Schumacher rozważał obsadzenie Nicolasa Cage’a jako Stracha na Wróble i osobiście udał się na plan Bez twarzy (1997), by zaproponować rolę grającemu tam Cage’owi. Z kolei Protosevich spotkał się z wokalistką Courtney Love, aby omówić możliwość zagrania przez nią Harley Quinn. Studio i Schumacher mieli nadzieję, że złoczyńcy z poprzednich filmów pojawią się gościnnie w halucynacjach w umyśle Batmana wywołanych toksynami Stracha na Wróble, a kulminacją miał być powrót Jacka Nicholsona w roli Jokera.
Po słabym odbiorze krytycznym i finansowym Batmana i Robina, Warner Bros. odrzucił skrypt do Batman Unchained, gdyż rzekomo był napisany jako „najbardziej kosztowny film na świecie”. „Minęły tygodnie, potem miesiąc, a mój agent ciągle nagabywał Warnerów. I nagle dowiaduję się, że cały projekt został wstrzymany. Postanowili poczekać i zastanowić się, co dalej zrobić z Batmanem. Pociąg z Batmanem, napędzany przez Joela Schumachera, został zdjęty z torów” – mówił Protosevich. Schumacher odłożył plany reżyserii piątego Batmana, by skupić się na ekranizacji musicalu Dreamgirls (1981).
Dwa tygodnie po premierze filmu, scenarzyści Lee Shapiro i Stephen Wise spotkali się z młodszym kierownikiem produkcji Gregiem Silvermanem, by omówić swój postapokaliptyczny scenariusz. Choć scenariusz Protosevicha nie został jeszcze oficjalnie porzucony, studio zaczęło rozważać nowe kierunki dla serii. Silverman zapytał Shapiro i Wise’a, jak oni poprowadziliby historię. Po kilku tygodniach pracy wrócili do Warner Bros. z koncepcją, która na tyle spodobała się kierownikowi produkcji Tomowi Lassally’emu, że studio zleciło im napisanie scenariusza. Celem było zerwanie z tonem Batmana i Robina, przy jednoczesnym zachowaniu ciągłości z filmami Burtona i Schumachera.
Wedle scenariusza o tytule Batman: DarKnight Bruce zawiesił działalność Batmana z powodu odczucia, że przestał być skutecznym straszakiem na przestępców. Dick wciąż planował walczyć z przestępczością jako Robin, jednak nie chciał robić tego bez Bruce’a. Głównym antagonistą ponownie był Strach na Wróble – wykładowca, cierpiący na brak czucia bólu, który popadł w konflikt z Dickiem i zamknął go w przytułku Arkham, celem eksperymentów. Drugim złoczyńcą był Man-Bat, dawny współpracownik Stracha na Wróble, przemieniony w potwora wskutek eksperymentu. Film miał mieć halloweenowy klimat i mroczniejszy ton niż poprzednie odsłony. Scenariusz zakładał początek trylogii; w finale Strach na Wróble uwalnia więźniów z Arkham, a ranna lekarka Harleen Quinzel zapada w śpiączkę i miała stać się Harley Quinn w kontynuacji. W trzecim filmie Dick miał przejść transformację z Robina w Nightwinga i pomóc Batmanowi w obronie Gotham City przed Killer Crokiem i Clayface’em. Scenariusz do Batman: DarKnight powstał w trzy miesiące, lecz przez kolejne dwa lata czekał na decyzję studia. Ostatecznie w 2001 roku Warner Bros. porzuciło projekt, decydując się na zrezygnowanie ciągłości serii i stworzenie w jej miejsce nowej, niezależnej, filmowej wersji Batmana.
Chris O’Donnell w wywiadzie dla programu Access Hollywood z 2012 roku ujawnił, że rozważano stworzenie spin-offu o Robinie, jednak projekt anulowano po porażce finansowej Batmana i Robina.
W 2023 roku Bruce Wayne z Batmana i Robina pojawił się w filmie Flash jako alternatywna wersja Bruce’a Wayne’a, która zastępuje wersję z DC Extended Universe w linii czasowej Barry’ego Allena pod koniec filmu. W tej roli ponownie wystąpił George Clooney.
Mr. Freeze pojawił się gościnnie w filmie Kosmiczny mecz: Nowa era (2021) jako jedna z postaci Warner Bros. Serwerwersum będących widzami meczu koszykówki pomiędzy Zwariowanymi melodiami a Goon Squadem.
Odniesienia do Batmana i Robina pojawiły się w filmie animowanym Lego Batman: Film (2017).

### Komiksy
W czerwcu 1997 roku wydawnictwo DC Comics wydało oficjalną adaptację komiksową Batman & Robin: The Official Comic Adaptation of the Warner Bros. Motion Picture. Za scenariusz odpowiadał Dennis O’Neil, a rysunki Rodolfo Damaggio i Bill Sienkiewicz.

### Gry komputerowe
W sierpniu 1998 wydawnictwo Acclaim Entertainment wprowadziło na rynek bazującą na Batmanie i Robinie grę komputerową o tym samym tytule, przeznaczoną na konsolę PlayStation. Grę opracowało angielskie studio Probe Entertainment. Acclaim pierwotnie planowało premierę gry na trzeci kwartał 1997 roku, aby zbiegła się z kinową premierą filmu. Przewodniczący i dyrektor generalny firmy Acclaim, Greg Fischbach, skomentował decyzję o opóźnieniu premiery gry do 1998 roku następująco:
„Niedawno powiedzieliśmy analitykom, że możemy ponieść niewielką stratę w tym kwartale finansowym, ponieważ zdecydowaliśmy się nie wydawać produktów, które według nas nie były gotowe. Mam na myśli Forsaken oraz Batman i Robin. Stare Acclaim mogłoby wypuścić te produkty na rynek i nawet nie pomyślałoby o tym, żeby powiedzieć Wall Street: Przykro nam, ale w tym kwartale nie osiągniemy zysku. To dla nas nowe podejście”.
W produkowanej przez Traveller’s Tales grze Lego Batman 3: Beyond Gotham (2014) Mr. Freeze pojawia się jako boss i grywalna postać. Wersja ta była oparta na kreacji Arnolda Schwarzeneggera z Batmana i Robina; głosu postaci użyczył mu Liam O’Brien, naśladując austriacki akcent.

### Parki rozrywki
W parkach rozrywki Six Flags powstały trzy kolejki górskie firmy Premier Rides oparte na Batmanie i Robinie. Pierwsza była dwutorowa kolejka górska typu launched coaster Batman & Robin: The Chiller, dostępna w latach 1997–2007 w Six Flags Great Adventure. Druga i trzecia, kolejki górskie typu launched coaster z obiegiem otwartym, Mr. Freeze zlokalizowane w Six Flags Over Texas i Six Flags St. Louis od 1998 roku, i będące wzajemnym lustrzanym odbiciem.
Batman & Robin: The Chiller debiutowała w czerwcu 1997 roku, będąc pierwszą na świecie kolejką wykorzystującą system startowy oparty na technologii silnika indukcyjnego liniowego. Była to druga po Batman: The Ride kolejka górska poświęcona Batmanowi w Six Flags Great Adventure. Każdy tor reprezentował jedną z tytułowych postaci, niebieski tor odpowiadał Batmanowi, a czerwony Robinowi. Z powodu ciągłych problemów technicznych, miesiąc później Batman & Robin: The Chiller został zamknięty do końca sezonu. Po modernizacji kolejka została ponownie otwarta na początku sezonu 1998, jednak regularnie borykała się z problemami z zasilaniem i przeciążeniem systemu elektrycznego, co skutkowało jej awariami i zamykaniem na całe dni, a nawet tygodnie. W połowie lat 2000 problemy te stały się na tyle częste i poważne, że kolejka była coraz częściej unieruchamiana na dłuższy czas. Pod koniec sezonu 2007 Batman & Robin: The Chiller został definitywnie zamknięty i rozebrany.
Podobnie jak Batman & Robin: The Chiller, obie wersje Mr. Freeze miały zostać otwarte w maju 1997 roku, aby zbiegło się to z premierą Batmana i Robina. Arnold Schwarzenegger i George Clooney mieli pojawić się na otwarciu strefy tematycznej Gotham City w Six Flags Over Texas i jako pierwsi przejechać się kolejką, jednak problemy z systemem startowym opóźniły otwarcie obu atrakcji do 1998 roku. W momencie otwarcia wariant w Six Flags Over Texas był najdłuższą, trzecią najwyższą i drugą najszybszą kolejką typu shuttle coaster na świecie. W 2012 roku oba warianty zostały przemianowane na Mr. Freeze: Reverse Blast i zmodyfikowane – pociągi jeździły tyłem. W 2022 roku wersja w Six Flags Over Texas wróciła do dawnej nazwy Mr. Freeze, a jej pociąg ponownie poruszał się do przodu.